# Silverio Riva
Silverio Riva (Voghera, 1940 – Voghera, 1998) è stato uno scultore italiano.
Dopo aver studiato scultura con Luciano Minguzzi all'Accademia di Brera di Milano si dedicò attivamente alla creazione artistica.
Insignito del primo premio per la scultura alla Mostra della Resistenza di Piacenza nel 1965, segnalato dal critico Alberico Sala come miglior artista giovane nel Catalogo Nazionale Bolaffi del 1979, la carriera di Riva lo portò ad esporre in gallerie ed istituzioni italiane (Milano, Padova, Albissola, Torino, Savona, Parma) ed estere (Amsterdam, Basilea, Stoccolma, Tel Aviv, Atene).
La parte principale della sua attività si svolse nel territorio pavese, dove realizzò monumenti pubblici come quelli di Brallo di Pregola e Pinarolo Po o il Sacrario Monumento ai Caduti di Voghera, nonché numerosi monumenti funebri privati.
Espose inoltre in mostre collettive come Lombardia vent'anni dopo (a cura di Rossana Bossaglia) presso il Castello Visconteo di Pavia (1981), Schieramenti del Naturalismo a Salice Terme (1982), Artisti e poeti al Collegio Cairoli di Pavia (1984), Appunti per due secoli di arti figurative a Voghera (1995), Dialogo fra generazioni a Pavia (1999).
Riva fu anche curatore e ideatore di alcune iniziative artistiche, svoltesi sempre nel territorio dell'Oltrepò Pavese. Sono degli anni ottanta le due edizioni della Biennale di Scultura: la prima, itinerante, con il titolo Arte e ambiente toccò nel 1980 le località di Voghera, Salice Terme, Varzi, Zavattarello, Scaldasole, Lomello, Broni, Vigevano e Gambolò; la seconda, Scultura oggi fu organizzata a Voghera nel 1982.
È scomparso nel 1998.